# El colapso (serie de televisión francesa)
El colapso (en francés: L'Effondrement) es una serie de televisión francesa, creada por el colectivo Les Parasites y emitida por Canal+ entre el 11 de noviembre y el 2 de diciembre de 2019. El argumento refleja un distópico colapso de la civilización, a través de episodios independientes entre sí que han sido rodados en plano secuencia.

## Historia
El colapso sigue la trayectoria de distintos miembros de la sociedad francesa, en situaciones y lugares diferentes, que buscan sobrevivir por todos los medios en una civilización que ha colapsado en una situación compleja e imposible de controlar.
A lo largo de la serie, el espectador ignora las causas concretas que han motivado el estallido del colapso. Cada episodio muestra historias independientes, que van sucediéndose días después de la crisis, y las reacciones de los distintos protagonistas ante el conflicto, siempre determinadas por situaciones distópicas —cortes de electricidad, escasez de provisiones, cambio climático— que conducen a dilemas morales y tensión. Algunos capítulos muestran la lucha por la existencia con características del supervivencialismo, mientras que otros presentan formas de resistencia comunitaria. Con un presupuesto total de dos millones de euros, todos los episodios duran de quince a veinte minutos y han sido grabados en plano secuencia.
El colapso se emitió primero en Canal+ Francia. En España fue estrenada a través de la plataforma digital Filmin.

## Producción
Los creadores de la serie son el colectivo Les Parasites, formado por tres realizadores que estudiaron en la EICAR (Escuela Internacional de Creación Audiovisual y Realización): Jérémy Bernard, Guillaume Desjardins y Bastien Ughetto.
La serie completa tuvo un presupuesto de dos millones de euros. Todos los episodios han sido grabados en plano secuencia, con tomas de cámara en movimiento y un montaje minimalista. En línea con el mensaje de responsabilidad medioambiental de la serie, durante el rodaje se siguió una premisa «ecorresponsable» a través del aprovechamiento de recursos, escenarios y medios de transporte.

## Episodios
La serie completa consta de ocho capítulos. El título de cada episodio hace referencia al lugar específico donde sucede la acción y al tiempo transcurrido desde el estallido del colapso. Los siete primeros capítulos siguen un orden cronológico, mientras que el último tiene lugar cinco días antes del estallido y sirve para establecer mejor las circunstancias de todo lo sucedido.
| N.º | Días  | Título                   | Dirección y guion             | Fecha de emisión        |
| --- | ----- | ------------------------ | ----------------------------- | ----------------------- |
| 1 | J+2   | «El supermercado»        | Bernard, Desjardins y Ughetto | 11 de noviembre de 2019 |
| Un joven trabajador de un supermercado afronta en su turno las primeras consecuencias del colapso social, tales como la escasez de bienes y los cortes de electricidad. Su novia, una activista medioambiental, aparece en mitad del turno con el resto del grupo para conseguir provisiones.                                                        |       |                          |                               |                         |
| 2 | J+5   | «La gasolinera»          | Bernard, Desjardins y Ughetto | 11 de noviembre de 2019 |
| Los distintos personajes que aparecen en el capítulo afrontan la escasez de combustible en una gasolinera apartada de la ciudad. |       |                          |                               |                         |
| 3 | J+6   | «El aeródromo»           | Bernard, Desjardins y Ughetto | 18 de noviembre de 2019 |
| Una semana después de haberse producido el colapso social, el millonario Laurent Desmarest (Thibault de Montalembert) esposo de la ministra Sofia Desmarest, escapa a toda velocidad hacia el aeródromo de Saint-Rémy para intentar refugiarse en un lugar seguro.                                                                                   |       |                          |                               |                         |
| 4 | J+25  | «La aldea»               | Bernard, Desjardins y Ughetto | 18 de noviembre de 2019 |
| Varios refugiados procedentes de la ciudad han llegado a una aldea autogestionada que deberá decidir si les acoge o no. |       |                          |                               |                         |
| 5 | J+45  | «La central nuclear»     | Bernard, Desjardins y Ughetto | 25 de noviembre de 2019 |
| Se ha producido un accidente nuclear en el entorno de una planta energética, así que un grupo de personas intenta conectar el circuito de refrigeración para evitar una catástrofe aún mayor. |       |                          |                               |                         |
| 6 | J+50  | «La residencia»          | Bernard, Desjardins y Ughetto | 25 de noviembre de 2019 |
| Marco (Bastien Ughetto), el único empleado que ha permanecido al frente de una residencia de ancianos, debe asumir el cuidado de todos los ingresados a pesar de los problemas que han surgido con el colapso. |       |                          |                               |                         |
| 7 | J+170 | «La isla»                | Bernard, Desjardins y Ughetto | 2 de diciembre de 2019  |
| El capítulo muestra la angustiosa huida de una mujer sin identificar (Lubna Azabal) que intenta llegar con su velero a la isla privada donde espera obtener refugio. |       |                          |                               |                         |
| 8 | J-5   | «El plató de televisión» | Bernard, Desjardins y Ughetto | 2 de diciembre de 2019  |
| Un grupo de activistas medioambientales se cuela en un programa de televisión y logra que Jacques Hombla (Yannick Choirat), un ingeniero agrónomo, participe en un debate con la ministra Sofia Desmarest (Lubna Azabal) para alertar del colapso inminente de la sociedad. Este es el único episodio de la serie que transcurre antes de la crisis. |       |                          |                               |                         |